# Nave fantasma (film)
Nave fantasma (Ghost Ship) è un film del 2002 diretto da Steve Beck.

## Trama
Nel 1962 tutti i passeggeri e i membri dell'equipaggio del lussuoso transatlantico italiano Antonia Graza vengono uccisi e la nave scompare nelle acque di fronte alla costa del Labrador. Solo una bambina pare sopravvivere. Quarant'anni dopo la carcassa della nave viene avvistata al largo dello stretto di Bering da Jack Ferriman: questi, insieme a un equipaggio addetto al recupero dei relitti e capitanato da Sean Murphy, inizia a perlustrarla.
Dopo aver vissuto alcuni inquietanti episodi, il gruppo trova un tesoro e decide di fuggire col bottino abbandonando il relitto. Durante il recupero, tuttavia, un'esplosione fa saltare in aria la navetta di rimorchio e Santos, uno dei ragazzi del team, rimane ucciso. Successivamente Maureen Epps, l'unica donna dell'equipaggio, incontra Katie, una bambina sopravvissuta: la ragazzina spiega che tutti i passeggeri e i membri dell'equipaggio furono vittime di una strage e ora sono costretti a vagare come spiriti nella nave uccidendo chiunque vi si avventuri, al servizio del Servitore del Male che ha il compito di trattenere più anime possibili a bordo. Esso ha dalla sua parte alcuni spiriti corrotti il cui marchio è un'ustione a forma di uncino.
Greer viene sedotto e ucciso da Francesca, una donna che si rivela essere uno degli spiriti nonché un'anima corrotta, mentre Murphy attacca Maureen credendo di vedere lo spirito del defunto Santos ma Jack arriva a salvare la ragazza. I rimasti imprigionano il capitano. Maureen incontra di nuovo Katie che le mostra, tramite una sorta di visione, come il massacro fosse stato architettato da un gruppo di persone, tra cui Francesca, con lo scopo di sottrarre le casse piene d'oro presenti a bordo e come l'impresa fallì quando gli assassini si uccisero a vicenda per non spartire il bottino. Compiuto il massacro, il Servitore del Male aveva marchiato tutti loro perché corrotti, obbligandoli a servirlo per l'eternità.
Alla fine si scopre che in realtà il Servo del Male è proprio Jack, l'uomo che li aveva chiamati per perlustrare la nave. Egli rivela che in passato ha condotto una vita piena di crimini e di peccati; finendo all'inferno per i suoi atti malvagi, i "suoi capi" gli avevano offerto la possibilità di tornare sulla Terra. Jack è così divenuto una sorta di Caronte infernale: il suo compito è quello di raggruppare un elevato numero di anime e, raggiunta la quota prefissata, di traghettarle all'Inferno per servire i suoi padroni. Jack tuttavia non ha il potere di assoggettare le anime pure come Katie e ciò interferisce con il suo lavoro. Intende affrettarsi a racimolare le ultime anime che gli servono in quanto i suoi padroni si stanno spazientendo.
Maureen trova due dei suoi compagni morti e, poco dopo, Jack uccide anche Dodge lasciandola come ultima sopravvissuta. Dopo uno scontro con Jack, la donna riesce a fuggire e a far esplodere la nave con il demonio che vi dimora, liberando così tutte le anime rimaste intrappolate nel relitto. Alla fine Maureen, mentre viene trasportata in ospedale, intravede le casse piene d'oro mentre vengono trasportate su un'altra nave sotto la supervisione di un risorto Jack.

## Produzione
Nato dalle ceneri della sceneggiatura del film mai realizzato Chimera, Nave fantasma sposta l'atmosfera dell'opera originaria dal thrilling classico al sovrannaturale. Il cast aveva firmato per interpretare i personaggi relativi a Chimera, scoprendo così le modifiche apportate al film senza preavviso. Le riprese si sono svolte in Australia a partire dal gennaio 2002. Il budget investito per l'opera ammonta a circa 20 milioni di dollari.

## Distribuzione
Il film è stato reso disponibile nel circuito cinematografico a partire dal 25 ottobre 2002.

## Accoglienza

### Pubblico
Il film ha incassato 68,3 milioni di dollari.

### Critica
Sull'aggregatore Rotten Tomatoes il film riceve il 16% delle recensioni professionali positive con un voto medio di 3,9 su 10 basato su 129 critiche, mentre su Metacritic ottiene un punteggio di 28 su 100 basato su 25 critiche.